# Iglesia de San Simón (Maturín)
La Iglesia de San Simón es el templo católico más antiguo de Maturín y el más importante hasta la construcción de la Catedral de Nuestra Señora del Carmen. 
Se construyó entre 1884 y 1887. Es de estilo neogótico, con arcos en forma de ojiva. Posee una torre central en la fachada. Su nombre se debe al patrono de la ciudad, en honor al cual se realizan fiestas en el mes de diciembre. Dicha Iglesia recibe el nombre eclesiástico de Parroquia San Simón y San Judas Tadeo. 

Está en la avenida Rojas, frente a la plaza Bolívar.